# Ingrid Hedström
Ingrid Hedström (født 1950] er en svensk journalist og forfatter. Hun er uddannet psykolog.
I 2008 udgav hun Lärarinnan i Villette (Lærerinden i Villette, dansk 2009), som foregår i Belgien i 1994 med undersøgelsesdommeren Martine Poirot som hovedperson.
Bogen vandt det svenske krimiakademis debutantpris i 2008. Siden er i alt seks bøger udkommet på svensk i serien om Martine Poirot.
Privat er hun gift med Henrik Brors og er mor til Helena Brors.